# Club Deportivo Pacífico Fútbol Club
Pour les articles homonymes, voir Pacifico (homonymie).
Maillots
Le Club Deportivo Pacífico Fútbol Club, abrégé en CD Pacífico FC, est un club péruvien de football basé dans le district de San Martín de Porres à Lima. 

## Histoire
Fondé le 1er janvier 1960 à Lima, le club reprend les couleurs (rose et noir) du Palerme FC. 
En 2011, le CD Pacífico FC atteint la finale de la Copa Perú perdue sur un score global de 3-2 face au Real Garcilaso. Néanmoins, le club accède à la 2e division dont il remporte l'édition 2012.
Cette victoire lui permet de rejoindre l'élite en 2013. Mais son séjour en D1 sera de courte durée puisqu'il redescend en D2 dès la fin de la saison. Le CD Pacífico FC décide de ne pas jouer l'édition 2015 du championnat de 2e division, en signe de protestation contre la mesure de la Fédération péruvienne de football d'élargir la D2 à des clubs amateurs de Copa Perú.
En février 2016, le CD Pacífico FC dépose un recours au sein de la Commission de justice de la Fédération péruvienne pour revenir en 2e division. Dans l'attente d'une réponse, le club doit se contenter de jouer dans la ligue de district de San Martín de Porres à Lima.

## Résultats sportifs

### Palmarès
| Compétitions nationales                                                              | Compétitions régionales                        |
| - Championnat du Pérou D2 (1) : - Champion : 2012. - Copa Perú : - Finaliste : 2011. | - Interligas de Lima (1) : - Vainqueur : 2011. |

### Bilan et records
- Saisons au sein du championnat du Pérou : 1 (2013).
- Saisons au sein du championnat du Pérou D2 : 2 (2012 / 2014).

## Personnalités historiques du club

### Grands noms
Les internationaux péruviens Germán Carty, Marko Ciurlizza, Andrés Mendoza, Aldo Olcese, Gustavo Vassallo et le gardien Johnny Vegas jouent pour le Pacífico FC à l'occasion de son passage en D1 en 2013.

### Entraîneurs
| - Walter Chinchay (2010) - Ramón Quiroga / Ramón Mifflin (2011) - Moisés Barack (2011) - Octavio Vidales (2011) - Mario Flores (2011) - Miguel Guzmán (2012) | - Walter Chinchay (2012) - Juan Carlos Bazalar (2012-2013) - César Gonzales (2013) - Mario Flores (2013) - Miguel Ángel Arrué (2014) |